# Don Buchla
Don Buchla (17 de abril de 1937 – 14 de septiembre de 2016) fue un pionero estadounidense en el campo de sintetizadores de sonido, lanzando sus primeras unidades poco después de los primeros sintetizadores de Robert Moog. Sin embargo, su instrumento fue posiblemente diseñado antes que el de Moog.

## Biografía
Buchla nació en South Gate, California el 17 de abril de 1937, y creció en California y Nueva Jersey. Estudió física, fisiología, y música en la Universidad de California en Berkeley, graduándose en 1959 con un título en física.
Buchla formó su compañía de equipamiento de música electrónica, Buchla y Asociados, en 1962 en Berkeley, California. Buchla fue comisioando por los compositores Morton Subotnick y Ramon Sender, ambos del San Francisco Tape Music Center, para crear un instrumento electrónico para la interpretación en vivo. Buchla comenzó a diseñar sus primeros módulos para el Tape Music Center en 1963. Con financiación parcial de una subvención otorgada por la Fundación Rockefeller hecha al Tape Music Center, Buchla reunió sus módulos en el Sistema Electrónico de Música Modular Buchla (Buchla Modular Electronic Music System en inglés), más tarde conocido como el Serie 100; el cual comenzó a venderse comercialmente en 1966. Los sintetizadores de Buchla experimentaron con las interfaces de control, como las placas sensibles al tacto. En 1969 el Serie 100 fue vendido brevemente a CBS, quien poco después dejó de fabricarlos, al considerar que no era un producto rentable para un mercado en particular.
En 1970 fue creado el Buchla 200 series Electric Music Box, el cual fue fabricado hasta el año 1985. Buchla creó, en 1971, el Buchla Serie 500, el primer sintetizador analógico controlado digitalmente. Poco después, el Buchla Serie 300 fue lanzado al mercado, el cual combinaba al Serie 200 con microprocesadores. El Music Easel, un pequeño, portátil, sintetizador todo-en-uno fue producido en 1972. El Buchla 400, con una exhibición de vídeo, fue lanzado en 1982.  En 1987, Buchla produjo un sintetizador con MIDI, el Buchla 700.

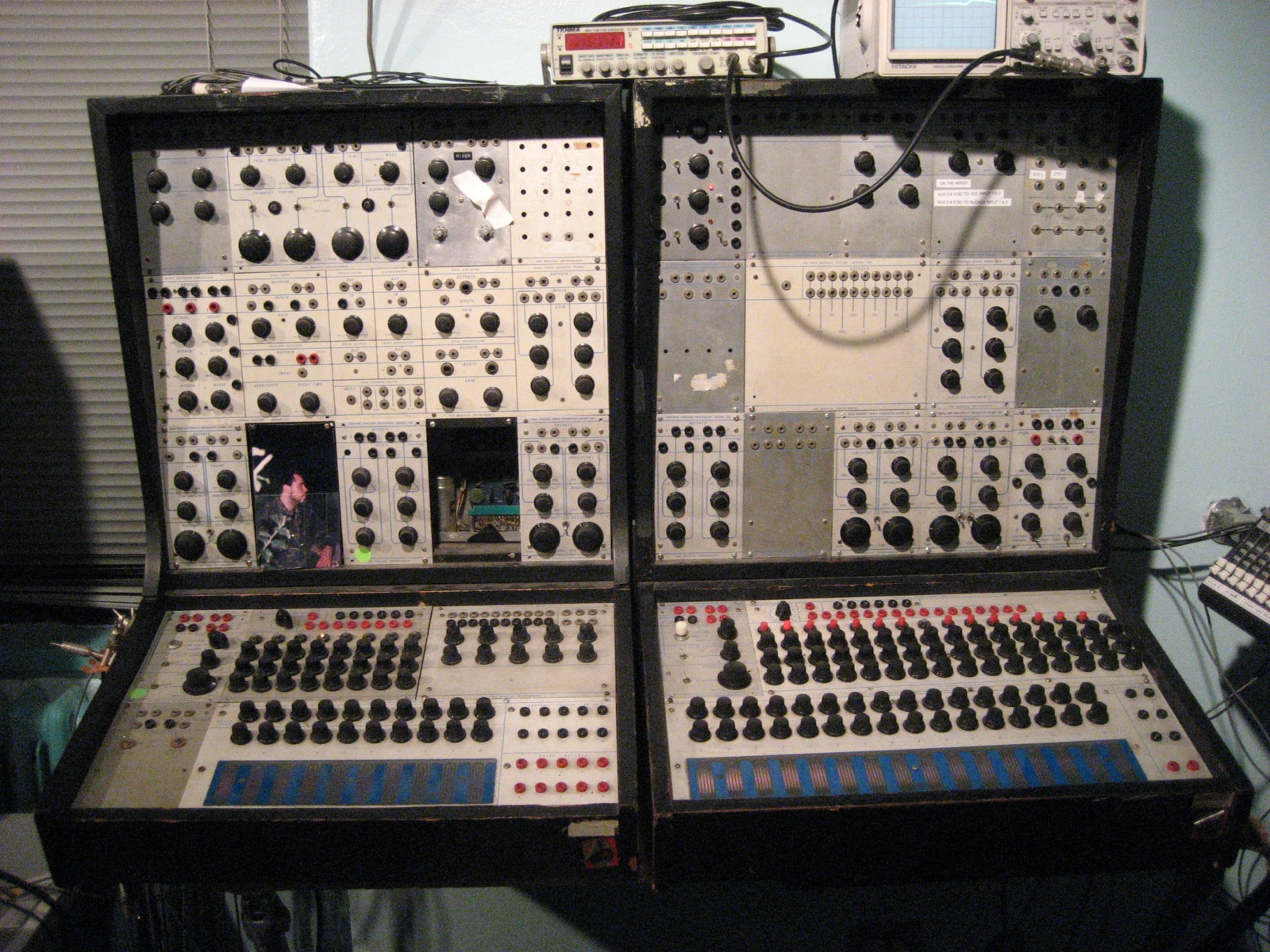
Buchla Series 100 (1963/1966–1969)

Comenzando la década del 90, Buchla comenzó a diseñar controladores MIDI alternativos, como el Thunder, Lighting y Marimba Lumina.  Con el reciente resurgimiento del interés en los sintetizadores analógicos Buchla produjo un renovado 200 series llamado el 200e.
En 2005, NIME-05 (5.ª Conferencia Internacional en Nuevas Interfaces para la Expresión Musical), en Vancouver, Canadá, presentó una conferencia con Don Buchla. También hubo una exposición considerable de muchos de los instrumentos que él y su equipo han creado a lo largo de los años.
Don Buchla falleció el 14 de septiembre de 2016, a la edad de 79 años.[10]

## Vida personal
Le sobrevive un hijo Ezra Buchla quien es músico, y sus hijas Jeannine Serbanich y Erin Buchla, así como dos nietos.

## Artistas notables
Lista de artistas que usan instrumentos Buchla:
- Bob Ostertag, Buchla 200e
- The Mae Shi
- Silver Apples[10]
- Suzanne Ciani[10]
- Elliott Sharp, Buchla Thunder
- Kaitlyn Aurelia Smith
- Alessandro Cortini

## Productos

Productos diseñados por Don Buchla
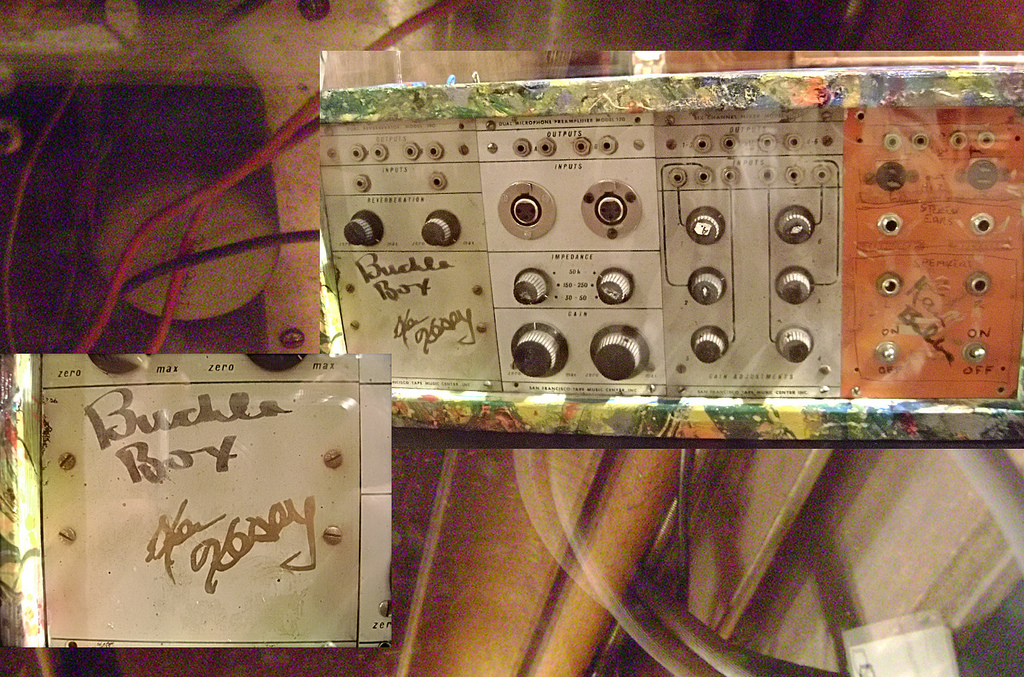
Sistema de sonido de "Further", diseñado por Ken Kesey y the Merry Pranksters
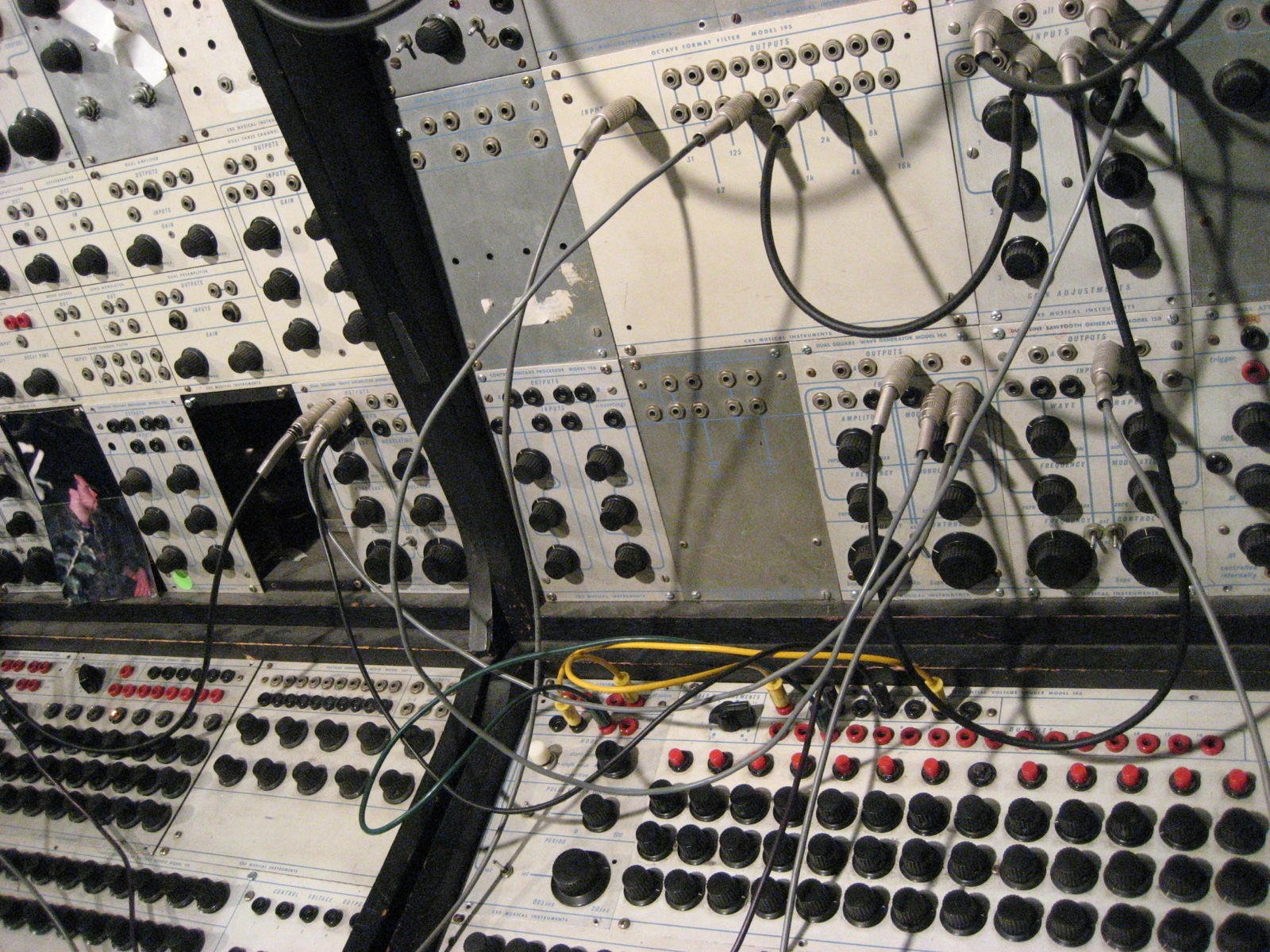
Secuenciador análogo (abajo) en el Buchla 100 (1963/1966)
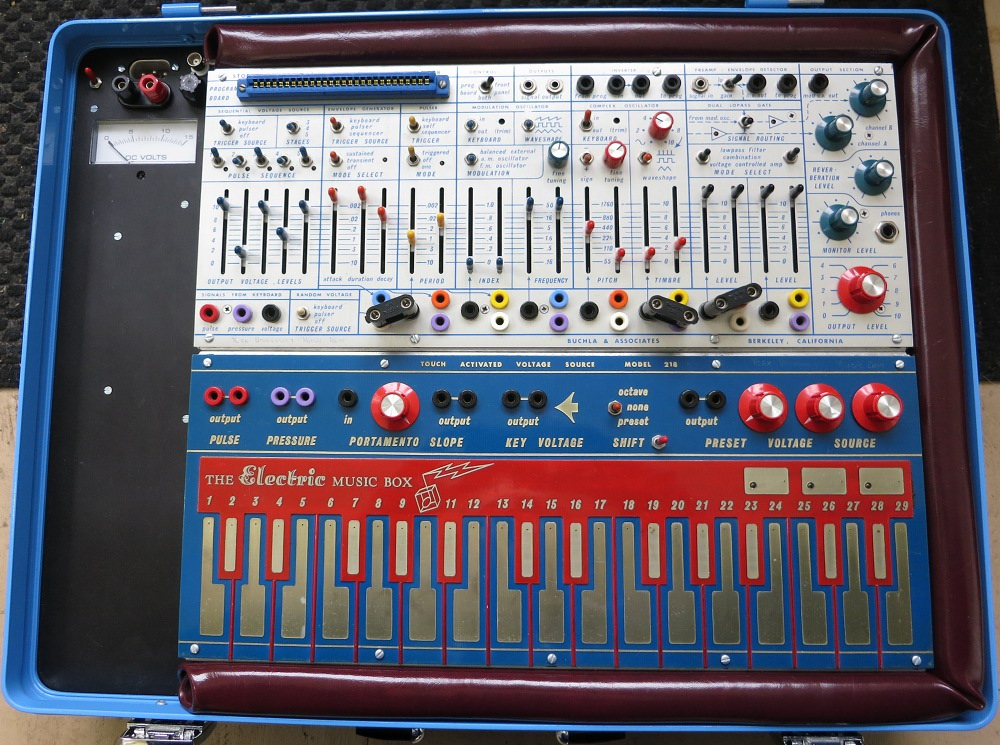
Buchla Music Easel (ca.1973)
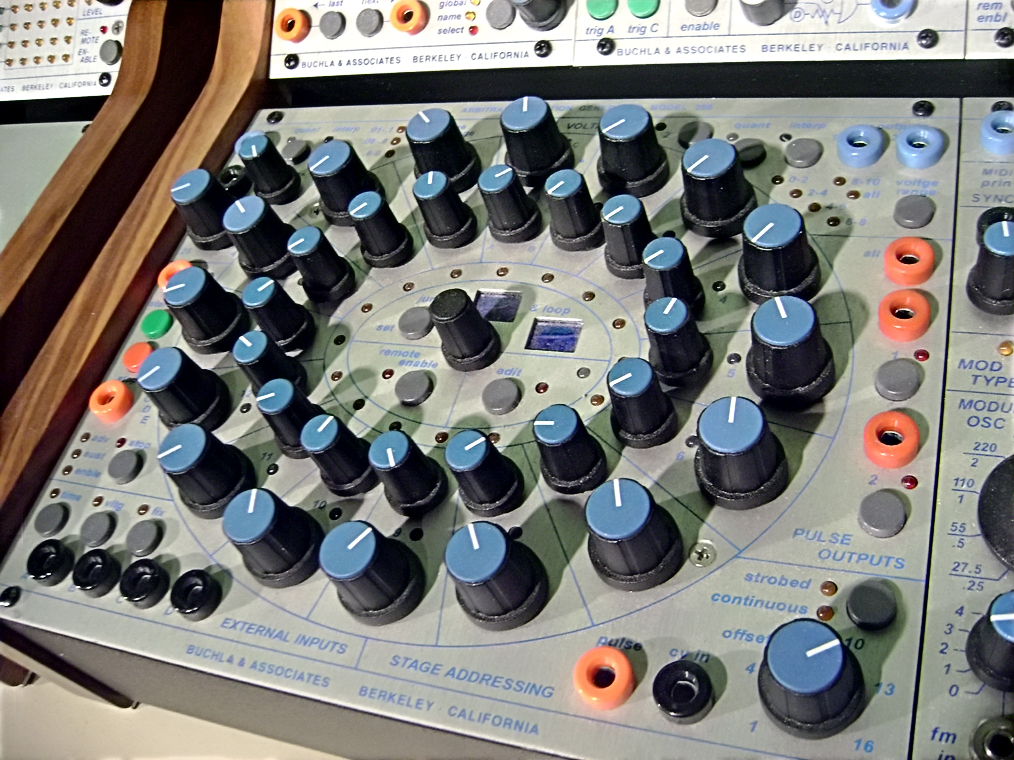
Model 250e Multiple Arbitrary Function Generator module
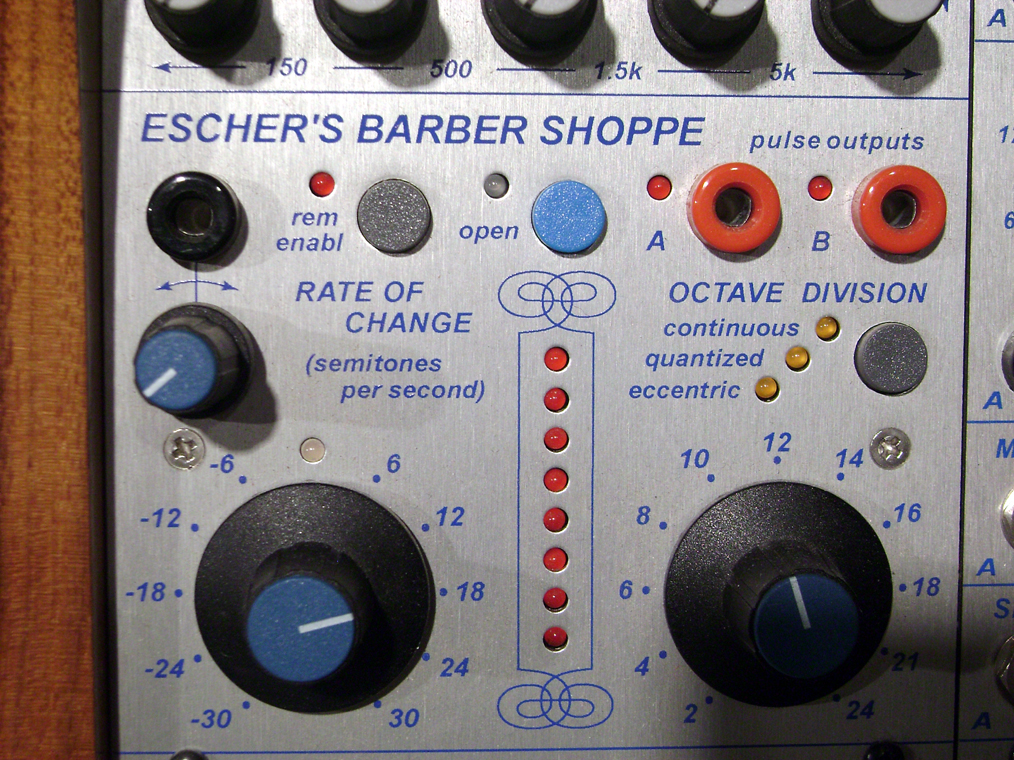
Model 260e Duophonic Pitch Class Generator module
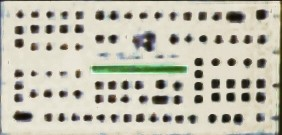
Oberheim OB-Mx (1994) diseñado por Don Buchla
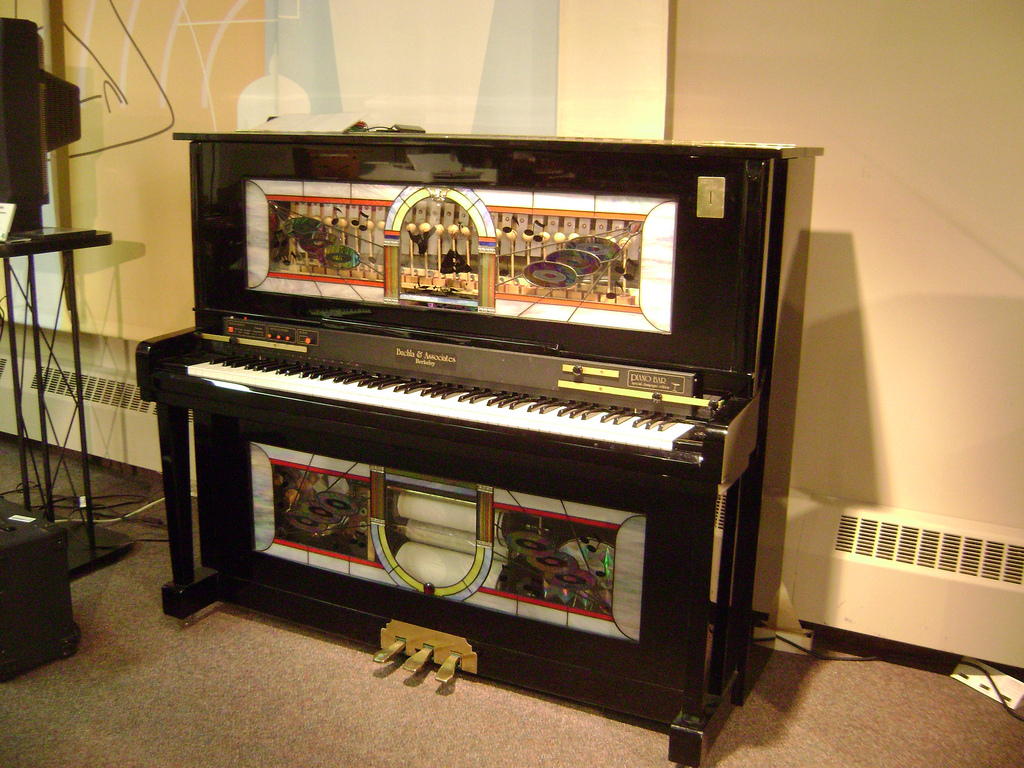
Buchla PianoBar (2001);[13] también vendido como Moog PianoBar (2003)
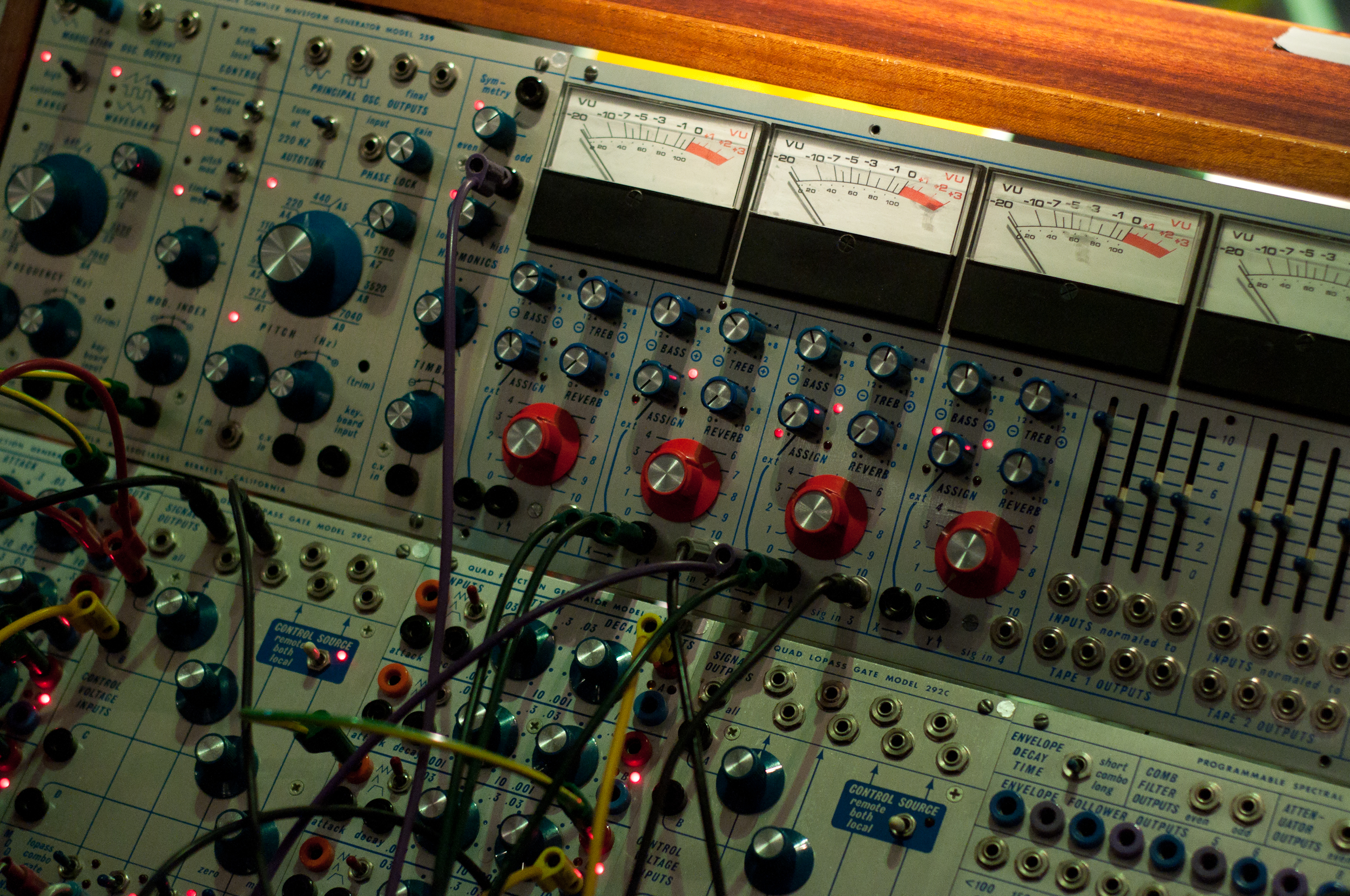
Buchla 200 (1970–1985)
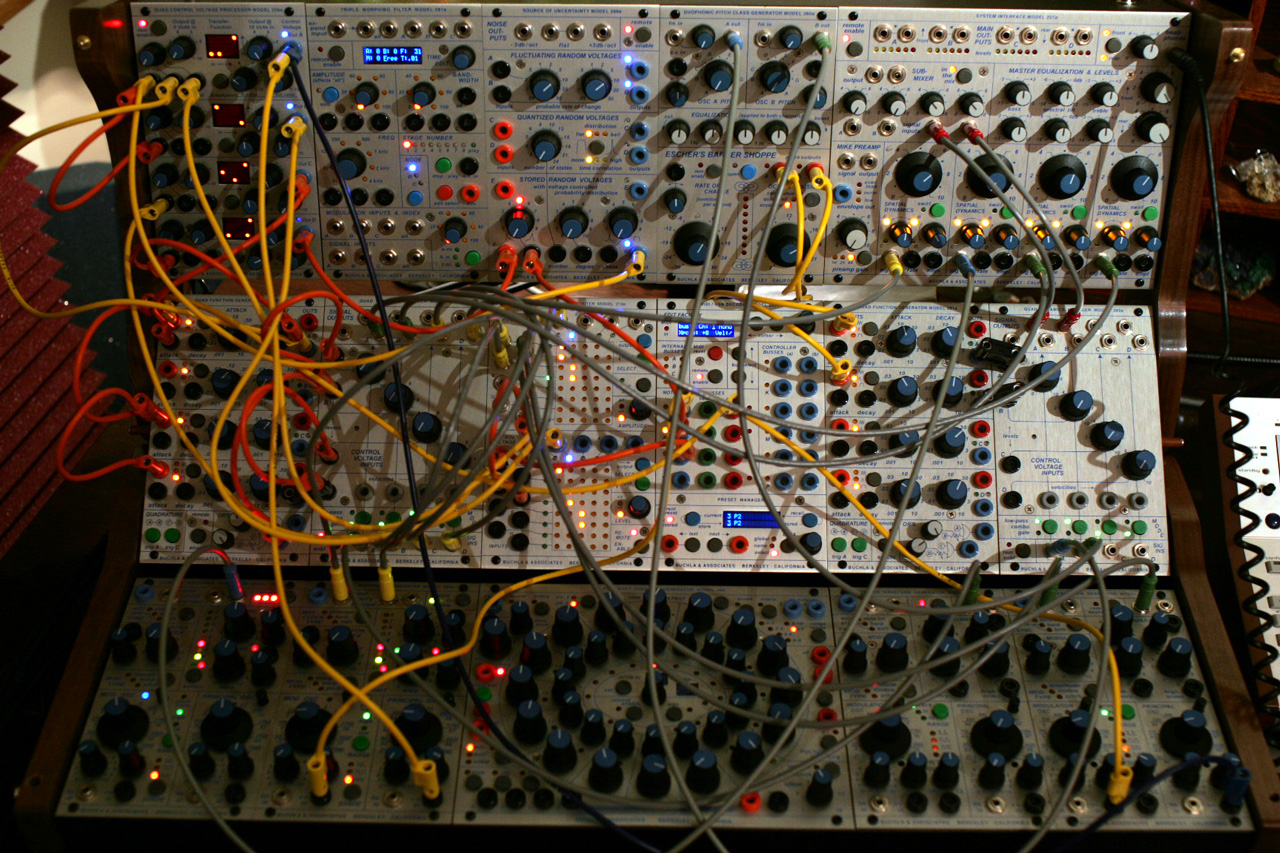
Buchla 200e (2004–)